# سكوت ديبل
سكوت ديبل هو سياسي أمريكي، ولد في 27 أغسطس 1965 في نيويورك في الولايات المتحدة. نشط حزبياً في حزب العمال المزارعين الديمقراطيين في مينيسوتا والحزب الديمقراطي. وقد انتخب عضو مجلس ولاية مينيسوتا ‏ (7 يناير 2003 – ) وانتخب عضو مجلس نواب مينيسوتا ‏ (3 يناير 2001 – 6 يناير 2003).

## وصلات خارجية
- الموقع الرسمي